# Pontcarré
Pontcarré ist eine französische Gemeinde mit 2.149 Einwohnern (Stand 1. Januar 2022) im Département Seine-et-Marne in der Region Île-de-France. Sie gehört zum Arrondissement Provins und zum Kanton Ozoir-la-Ferrière. Die Einwohner werden Pontcarréens genannt.

## Geographie
Pontcarré befindet sich etwa 30 Kilometer östlich von Paris und umfasst eine Fläche von 946 Hektar. Hier entspringt das Flüsschen Morbras, das zur Marne entwässert.
Nachbargemeinden sind:
- Collégien im Norden
- Ferrières-en-Brie im Nordosten
- Bussy-Saint-Georges im Osten
- Favières im Südosten
- Gretz-Armainvilliers im Süden
- Ozoir-la-Ferrière im Südwesten
- Roissy-en-Brie im Westen
- Croissy-Beaubourg im Nordwesten

## Bevölkerungsentwicklung
| Jahr      | 1962 | 1968 | 1975 | 1982 | 1990 | 1999 | 2006 | 2011 |
| Einwohner | 468  | 584  | 1166 | 1648 | 1748 | 1816 | 2018 | 2014 |

## Sehenswürdigkeiten

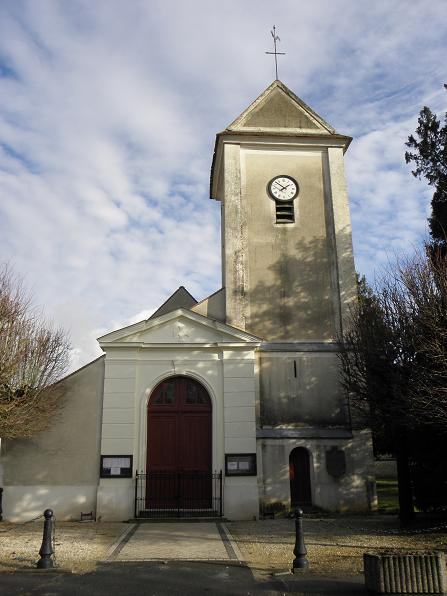
Kirche Saint-Roch

Siehe auch: Liste der Monuments historiques in Pontcarré
- Kirche Saint-Roch

## Persönlichkeiten
- Der französische Schriftsteller Robert Desnos (1900–1945) verbrachte seinen Urlaub häufig in Pontcarré.